# Гальчук, Евгений Владимирович
Евге́ний Влади́мирович Гальчу́к (укр. Євген Володимирович Гальчук; род. 5 марта 1992, Краматорск, Донецкая область) — украинский футболист, вратарь.

## Биография
Евгений — воспитанник академии донецкого «Шахтёра». В 2009 году он начал играть во Второй лиге Украины за фарм-клуб «Шахтёр-3» и провёл за него 30 матчей. В 2011 году Гальчук был зачислен в дубль главной команды «Шахтёра».
В июле 2012 года Евгений стал игроком мариупольского «Ильичёвца».
Гальчук выступал за юношеские сборные и молодёжную сборную Украины.